# 程子楷
程子楷（1872年4月4日—1945年2月），字植謙，號嵩生，又号忍公。湖南郴州府兴宁县北乡三都三里石鼓村程家（今资兴市程水镇（原香花乡））人，民國時將領。

## 生平[2][3]
優廩生中式光绪丁酉科拔贡，留日，回國後考列上等，著給陸軍步兵科舉人並授協軍校，民國後首批参加同盟会，任同盟会副执事，参与指挥了辛亥革命。护法战争中，任湖南讨袁军第一军司令，袁世凯败亡后，黎元洪继任总统，授程子楷陆军中将军衔、总统府一等咨议。1945年2月12日遭日寇俘，一日深夜，自縊殉國。1946年，国民政府追授他上将军衔。